# Дырив, Анатолий Борисович
Анато́лий Бори́сович Ды́рив (укр. Анатолій Борисович Дирів; род. 1 февраля 1970, Брошнев-Осада, Ивано-Франковская область) — украинский предприниматель и государственный деятель, депутат Верховной рады Украины VII—VIII созывов (2012—2019).

## Биография
Родился 1 февраля 1970 года в селе Брошнев-Осада Рожнятовского района Ивано-Франковской области Украинской ССР.
В 1996 года окончил Львовскую коммерческую академию, в дальнейшем занимался бизнесом.
В 2010 году избран главой Рожнятовского районного совета Ивано-Франковской области.
На парламентских выборах 2012 года избран народным депутатом Верховной рады Украины VII созыва по избирательному округу № 86 Ивано-Франковской области от ВО «Батькивщина», получил 29,02 % голосов среди 22 кандидатов. В парламенте был главой подкомитета по вопросам организации работы Верховной рады Украины комитета по вопросам регламента, депутатской этики и обеспечения деятельности Верховной рады Украины.
На досрочных парламентских выборах 2014 года избран народным депутатом Верховной рады Украины VIII созыва по избирательному округу № 86 Ивано-Франковской области от партии «Народный фронт», получил 22,30 % голосов среди 20 депутатов. В парламенте 8 созыва являлся первым заместителем комитета по вопросам экологической политики, охраны природы и ликвидации последствий Чернобыльской катастрофы.
25 декабря 2018 года включён в список украинских физических лиц, против которых российским правительством введены санкции.
На досрочных парламентских выборах 2019 года был кандидатом в народные депутаты Верховной рады Украины IX созыва по избирательному округу № 86 Ивано-Франковской области, набрал 26,70 % голосов и занял второе место, уступив Александру Матусевичу от президентской партии «Слуга народа», избран не был.
Женат, есть сын.